# Подводное плавание на Европейских играх 2015
Показательные выступления по подводному плаванию, прошли 27 июня. Установлено 2 рекорда Европы, лучшие результаты во всех 4 дисциплинах показали российские спортсмены.

## Результаты
| Дисциплина                              | Золото                    | Золото   | Серебро                       | Серебро | Бронза                      | Бронза |
| --------------------------------------- | ------------------------- | -------- | ----------------------------- | ------- | --------------------------- | ------ |
| Подводное плавание, 100 м, женщины      | Вера Илюшина · Россия     | 36.51 ER | Камилла Хейтц · Франция       | 37.39   | София Ктена · Греция        | 39.01  |
| Плавание в ластах, 100 м, мужчины       | Алексей Казанцев · Россия | 34.85    | Александр Нуар · Франция      | 34.92   | Лукас Каретзопулос · Греция | 35.32  |
| Плавание в ластах, 50 м, женщины        | Анна Бер · Россия         | 17.48 ER | Ксения Беломестнова · Эстония | 18.00   | Анастасия Антоняк · Украина | 18.00  |
| Ныряние в ластах в длину, 50 м, мужчины | Павел Кабанов · Россия    | 14.60    | Алексей Казанцев · Россия     | 14.85   | Макс Пошарт · Германия      | 14.91  |